# Funció el·líptica

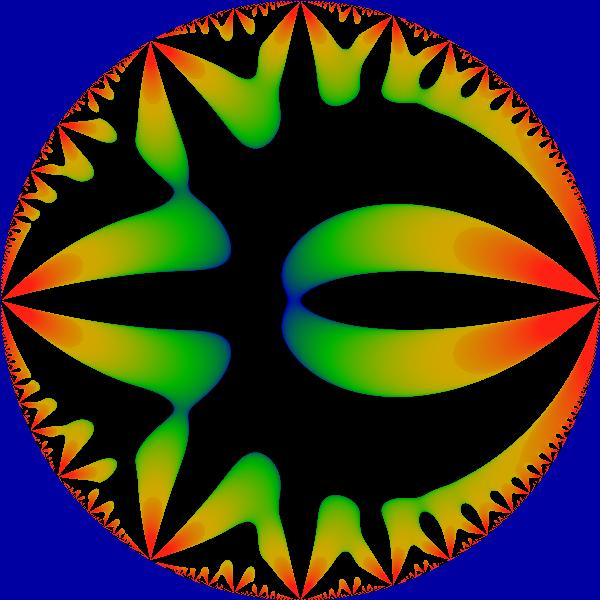
Aquesta imatge mostra la part real de les funcions líptiques de Weierstrass invariant G3 = 140 G-6 en funció de la plaça de la q nome = exp (iπτ) al disc unitat (q)<1. És a dir, πτ va de 0 a 2π al llarg de la vora del disc. Les zones negres indiquen les regions on la part real és zero; les zones blau i verd on el valor és petit i positiu, groc i vermell on és gran i positiu.

En anàlisi complexa, una funció el·líptica és, parlant toscament, una funció definida sobre el plànol complex i periòdica en ambdues direccions. Les funcions el·líptiques poden ser vistes com les anàlogues a les funcions trigonomètriques (les quals únicament tenen la periodicitat en una dimensió). Històricament, les funcions el·líptiques van ser descobertes com les funcions inverses de les integrals el·líptiques; aquestes van ser estudiades en relació amb el problema de la longitud d'arc en una el·lipse, d'on el nom es deriva.

## Definició
Formalment, una funció el·líptica és una funció diferenciable a l'entorn de tots els punts del seu domini f definida sobre C per a la qual existeixen dos nombres complexos no nuls a i b tal que 
 f(z + a) = f(z + b) = f(z) per a tot z pertanyent a C
i tal que a/b no és un real. D'això es dedueix que 
 f(z + ma + nb) = f(z) per a tot z pertanyent a C i per a tot enter m i n.
En el desenvolupament de la teoria de les funcions el·líptiques, la majoria d'autors moderns utilitzen la notació creada per Karl Weierstrass: la notació de les funcions el·líptiques en forma de Weierstrass basades en la funció {\displaystyle \wp } és còmoda i qualsevol funció el·líptica pot ser expressada a partir d'aquestes. Weierstrass es va interessar en aquestes funcions quan era estudianta de Christoph Gudermann, un estudiant de Carl Friedrich Gauss. Les funcions el·líptiques de Jacobi introduïdes per Carl Jacobi, i la funció auxiliar theta (no doble periòdica), són més complicades però ambdues importants per a la història i per a la teoria general. La diferència més important entre aquestes dues teories és que les funcions de Weierstrass tenen pols d'alt ordre situats en els cantons d'un reticle periòdic, mentre que les funcions de Jacobi tenen pols simples.
L'estudi de les funcions el·líptiques està estretament relacionat amb l'estudi de lesfuncions modulars i les formes modulars, relació demostrada pel teorema de Taniyama-Shimura. Alguns exemples d'aquesta relació són l'invariant j, les sèries d'Eisenstein i la funció Dedekind eta.

## Funció el·líptica de Weierstrass
Amb la definició de les funcions el·líptiques que s'ha donat (que s'atribueix a Karl Weierstrass) la funció el·líptica de Weierstrass {\displaystyle \wp (z)} es construeix de la manera més obvia: donada una graella {\displaystyle \Lambda } és:
{\displaystyle \wp (z)={\frac {1}{z^{2}}}+\sum _{\omega \in \Lambda \smallsetminus \left\{0\right\}}\left({\frac {1}{(z-\omega )^{2}}}-{\frac {1}{\omega ^{2}}}\right)}
Aquesta funció és clarament invariant respecte la transformació {\displaystyle z\rightarrow z+\omega } per tot {\displaystyle \omega \in \Lambda } Els termes {\displaystyle -{\cfrac {1}{\omega ^{2}}}} del sumatori són necessàrie per fer que la sèrie sigui convergent. La condició tècnica que assegura que una sèrie infinita com aquesta convergeixi a una funció meromòrfica és que en un conjunt compacte, després d'ometre els termes que tenen pols en el conjunt, la sèrie que roman convergeix normalment. En qualsevol disc compacte definit com {\displaystyle |z|\leq R} i per tot {\displaystyle |\omega |>2R} es té que:
{\displaystyle \left|{\frac {1}{\left(z-\omega \right)^{2}}}-{\frac {1}{\omega ^{2}}}\right|=\left|{\frac {2\omega z-z^{2}}{\omega ^{2}(\omega -z)^{2}}}\right|=\left|{\frac {z\left(2-{\frac {z}{\omega }}\right)}{\omega ^{3}\left(1-{\frac {z}{\omega }}\right)^{2}}}\right|\leq {\frac {10R}{\left|\omega \right|^{3}}}}
i es pot demostrar que el sumatori
{\displaystyle \sum _{\omega \neq 0}{\frac {1}{\left|\omega \right|^{3}}}}
convergeix independentment de {\displaystyle \Lambda }
En escriure {\displaystyle \wp } com una sèrie de Laurent i comparante els termes explícitament, es pot verificar que es satisfà la relació
{\displaystyle {\bigl (}\wp '(z){\bigr )}^{2}=4{\bigl (}\wp (z){\bigr )}^{3}-g_{2}\wp (z)-g_{3}}
en què
{\displaystyle g_{2}=60\sum _{\omega \in \Lambda \smallsetminus \left\{0\right\}}{\frac {1}{\omega ^{4}}}}
i
{\displaystyle g_{3}=140\sum _{\omega \in \Lambda \smallsetminus \left\{0\right\}}{\frac {1}{\omega ^{6}}}.}
Això vol dir que el parell {\displaystyle \wp ,\wp '} parametritza la corba el·líptica.
Les funcions {\displaystyle \wp } prenen diferents formes en funció de {\displaystyle \Lambda }, i es desenvolupa on rica teoira quan es permet a {\displaystyle \Lambda } prendre valors diferents. A tal efecte, prengui's {\displaystyle \omega _{1}=1} i {\displaystyle \omega _{2}=\tau }, amb {\displaystyle {\text{Im}}(\tau )>0}. Després d'una rotació i un factor d'escala, qualsevol graella es pot posar d'aquesta forma.
Una funció holomòrfica en la meitat superior del pla {\displaystyle H=z\in \mathbb {C} |{\text{Im}}(z)>0} que és invariant sota transformacions fraccionals lineals amb coeficients enters i determinant igual a 1 s'anomena forma modular. És a dir, un funció holomòrfica {\displaystyle h:H\rightarrow \mathbb {C} } és una funció modular si
{\displaystyle h\left(\tau \right)=h\left({\frac {a\tau +b}{c\tau +d}}\right)\quad {\text{per tot }}\left({\begin{matrix}a&c\\b&d\end{matrix}}\right)\in {\text{SL}}_{2}(\mathbb {Z} )}.
Una funció així és j-invariant, definida com:
{\displaystyle j\left(\tau \right)={\frac {1728g_{2}^{3}}{g_{2}^{3}-27g_{3}^{2}}}}
en què g₂ i g₃ tenen el mateix valor que més amunt.

## Propietats
Qualsevol nombre ω tal que f(z + ω) = f(z) per a tota z de C s'anomena període de f. Si dos períodes a i b són tals que qualsevol altre període ω pot ser escrit com ω = ma + nb amb m i n enters, llavors a i b se'ls diu períodes fonamentals. Tota funció el·líptica té un parell fonamental de períodes, encara que aquest parell no és únic, com es descriu més endavant.
Si a i b són períodes fonamentals que descriuen un reticle, llavors exactament el mateix reticle pot ser obtingut pels períodes fonamentals a'  i b'  on a'  = p a + q b i b'  = r·a + s·b on p, q, r i s són enters que satisfan p s - q r = 1. Dita d'altra forma, la matriu {\displaystyle {\begin{pmatrix}p&q\\r&s\end{pmatrix}}} té determinant unitat, pel que pertany al grup modular. En altres paraules, si a i b són períodes fonamentals d'una funció el·líptica, llavors també ho són a'  i b' .
Si a i b són períodes fonamentals, llavors qualsevol paral·lelogram amb vèrtex z, z + a, z + b, z + a + b se l'anomena paral·lelogram fonamental. Movent aquest paral·lelogram múltiples d'a i b obtenim una còpia del paral·lelogram, i la funció f es comporta idènticament sobre totes aquestes còpies, a causa d'aquesta periodicitat.
El nombre de pols és qualsevol paral·lelogram és finit (i igualment per a tot paral·lelogram fonamental). Tret que la funció el·líptica sigui constant, tot paral·lelogram fonamental té almenys un pol a conseqüència del teorema de Liouville.
La suma dels ordres dels pols en qualsevol paral·lelogram fonamental s'anomena l'ordre de la funció el·líptica. La suma dels residus dels pols en qualsevol paral·lelograms fonamental és igual a zero, en particular, cap funció el·líptica pot tenir ordre u.
El nombre de zeros (comptats amb la seva multiplicitat) en qualsevol paral·lelogram fonamental és igual a l'ordre de la funció el·líptica.
La derivada d'una funció el·líptica és altra funció el·líptica amb els mateixos períodes. El conjunt de totes les funcions el·líptiques amb el mateix període fonamental formen un cos.
Les funcions el·líptiques en forma de Weierstrass {\displaystyle \wp } són el prototip de funció el·líptica, i de fet, el cos de funcions el·líptiques per a un reticle donat es genera a partir d'{\displaystyle \wp } i la seva derivada {\displaystyle \wp '}.

## Funcions el·líptiques de Jacobi

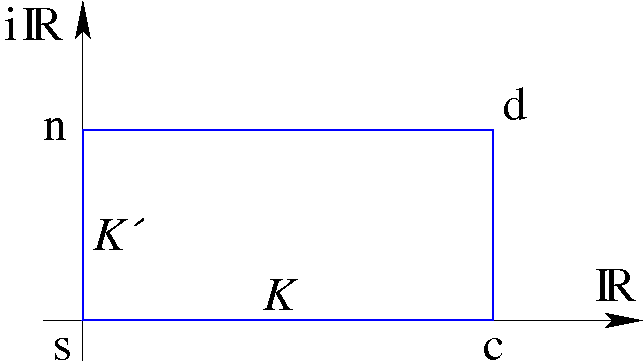
Construcció del rectangle auxiliar en els eixos imaginaris

Hi ha dotze funcions el·líptiques de Jacobi. Cadascuna d'elles correspon a una fletxa dibuixada d'un costat del rectangle a un altre. Els vèrtexs del rectangle s'etiqueten, per conveni, com s, c, d i n. El rectangle es troba en el pla complex, talment que s es troba a l'origen, c és el punt {\displaystyle K} de l'eix real, d és al punt {\displaystyle K+iK'} i n es troba a {\displaystyle iK'} (eix imaginari). Els nombres {\displaystyle K} i {\displaystyle K'} s'anomenen quarts de període. Les dotxe funcions el·líptiques de Jacobi són, doncs, pq en que p i q són alguna de les lletres s, c, d o n.
Les funcions el·líptiques de Jacobi són llavors les funcions meromorfes doblement periòdiques que satisfan les següents tres condicions.
- Hi ha un únic zero en el vèrtex p i un únic pol al vèrtex q.
- El pas de p a q és igual a la meitat del període de la funció pqu; és a dir, la funció u és periòdica en la direcció pq, amb període el doble de la distància entre p i q. La funció pqu és també periòdica en les altres dues direccions, amb un període tal que la distància de p a q a un dels altres vèrtexs és un quart del període.
- Si la funció pqu s'expandeix en termes d'u cap a un dels vèrtexs, el terme que s'obté en l'expansió té un coeficient d'1. En altres paraules, el terme que s'obté en l'expansió de pqu al vèrtex p és u; el terme que s'obté en l'expansió al vèrtex q és 1/u, i el terme que s'obté en l'expansió als altres dos vèrtexs és 1.

De manera més general, no hi ha cap necessitat d'imposar un rectangle; un paral·lelogram també serveix. Tanmateix, si {\displaystyle K} i {\displaystyle iK'} es mantenenen en l'eix real i l'imaginari respectivament, llavors les funcions el·líptiques de Jacobi pqu seran funcions reals sempre que u sigui real.